# Cemitérios Olšany

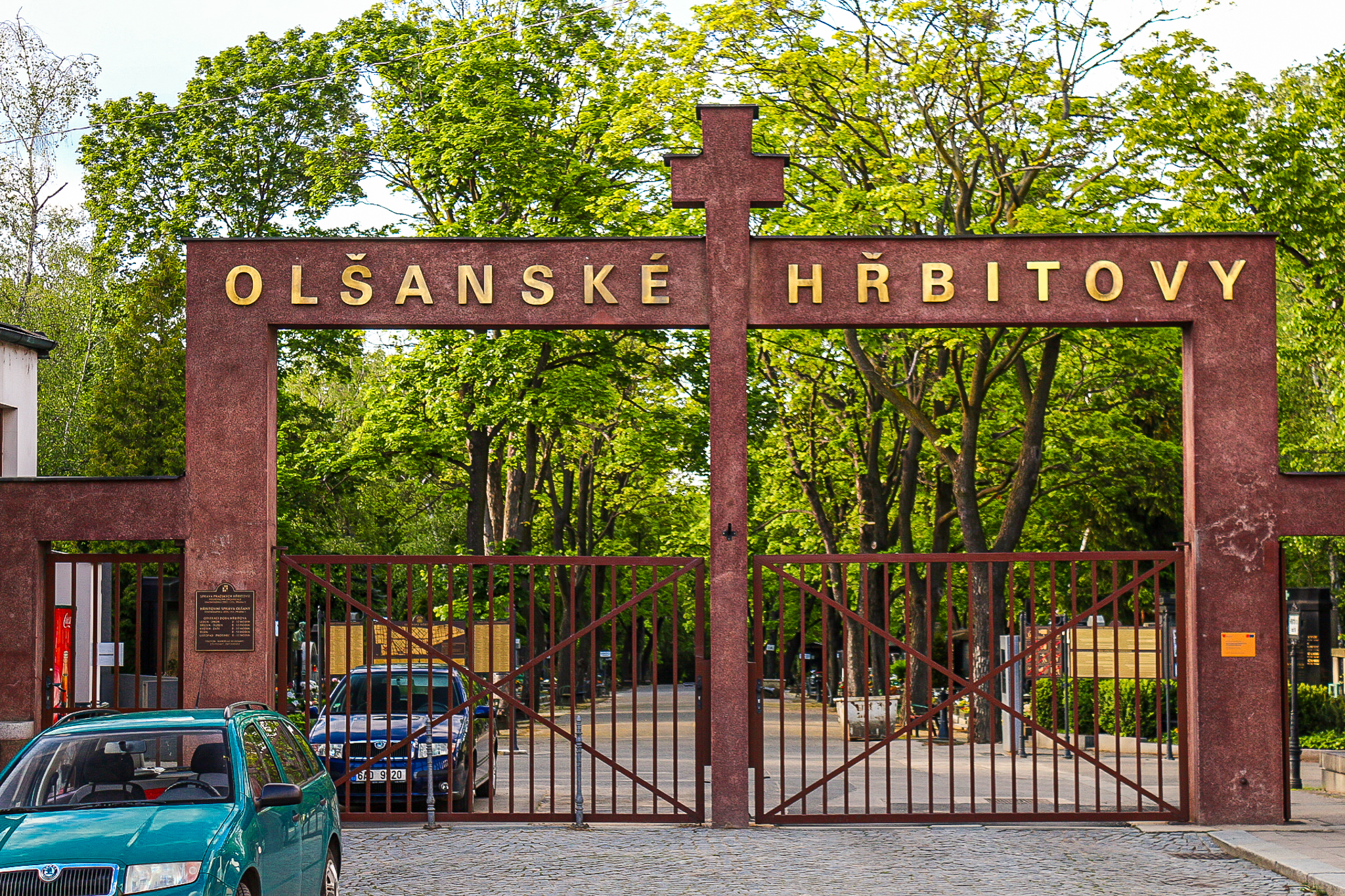
Portão de entrada

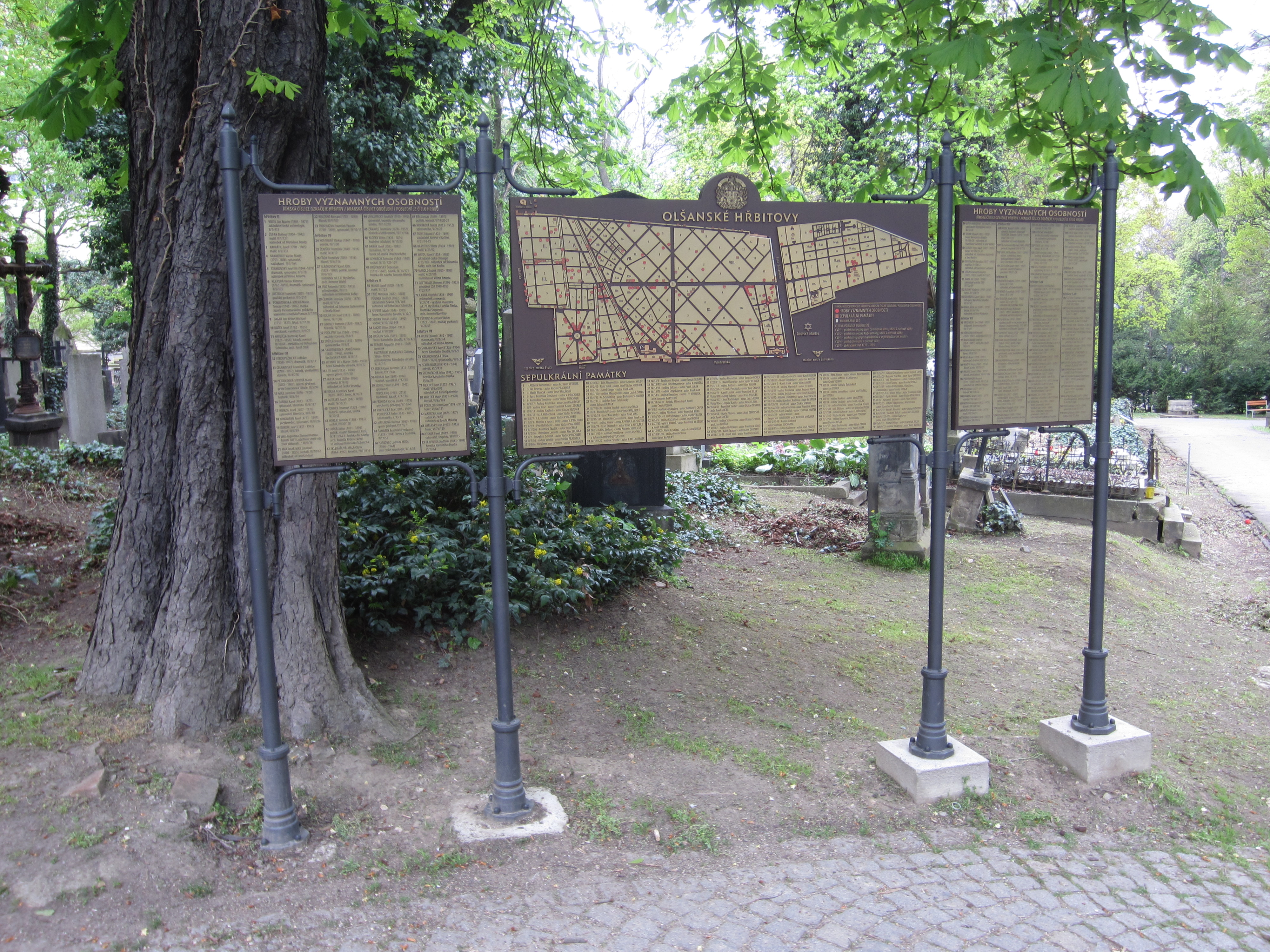
Mapa de orientação

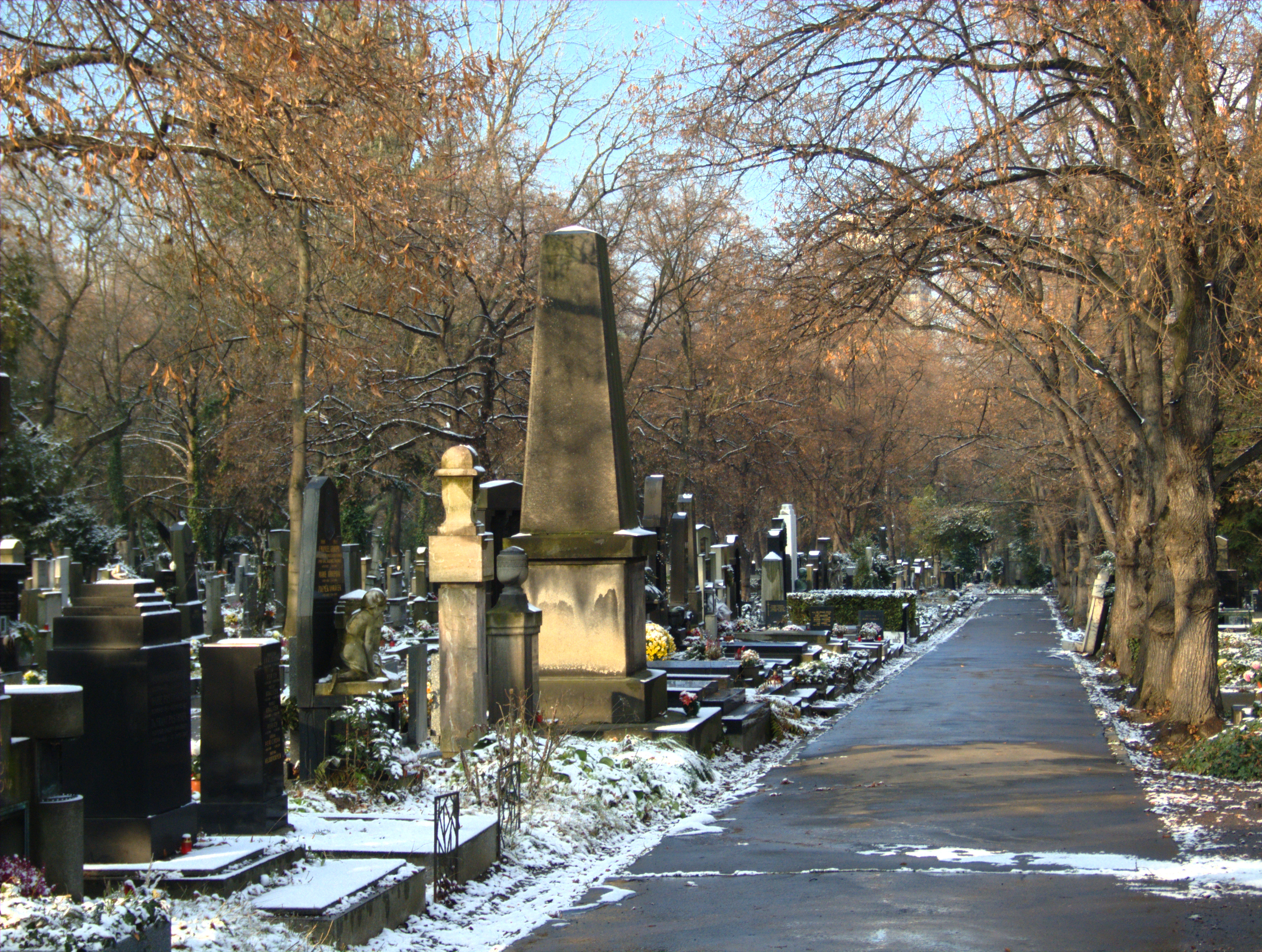
O cemitério no inverno

Os Cemitérios Olšany (em tcheco/checo:  Olšanské hřbitovy) na localidade de Olšany do bairro Žižkov de Praga, capital da República Tcheca, são compostos de doze cemitérios comunais e o maior local de sepultamentos de Praga.

## História
Um primeiro cemitério em Olšany antes dos portões da Cidade Velha de Praga foi estabelecido pela primeira vez em 1680, para enterrar rapidamente os mortos pela peste.
Quando o Imperadores do Sacro Império Romano-Germânico José II proibiu sepultamentos no centro da cidade os enterros em Olšany tornaram-se a norma para a população de Praga a partir do final do século XVIII, o que significou que a área teve que ser ampliada várias vezes.
No final do século 19 Olšany foi estendido pela administração da cidade para uma necrópole municipal de Praga, projetada para dois milhões de enterros, incluindo por exemplo seções para crentes ortodoxos e islâmicos. Como parte da expansão para o maior local de sepultamento em Praga, surgiu uma série de capelas e casas de culto para certas comunidades religiosas. Em uma série de túmulos de guerra, foram enterradas vítimas da Primeira e Segunda Guerras Mundiais de diversos países.
Imediatamente adjacente ao cemitério principal a comunidade judaica adquiriu um pedaço de terra, onde instalou em 1890 o Novo Cemitério Judaico de Praga, no qual dentre outros está sepultado Franz Kafka. A cerca de 500 metros de distância dos cemitérios Olšany encontra-se o cemitério Vinohrady, onde estão enterrados os ex-presidentes Emil Hácha e Václav Havel.

## Sepultamentos notáveis

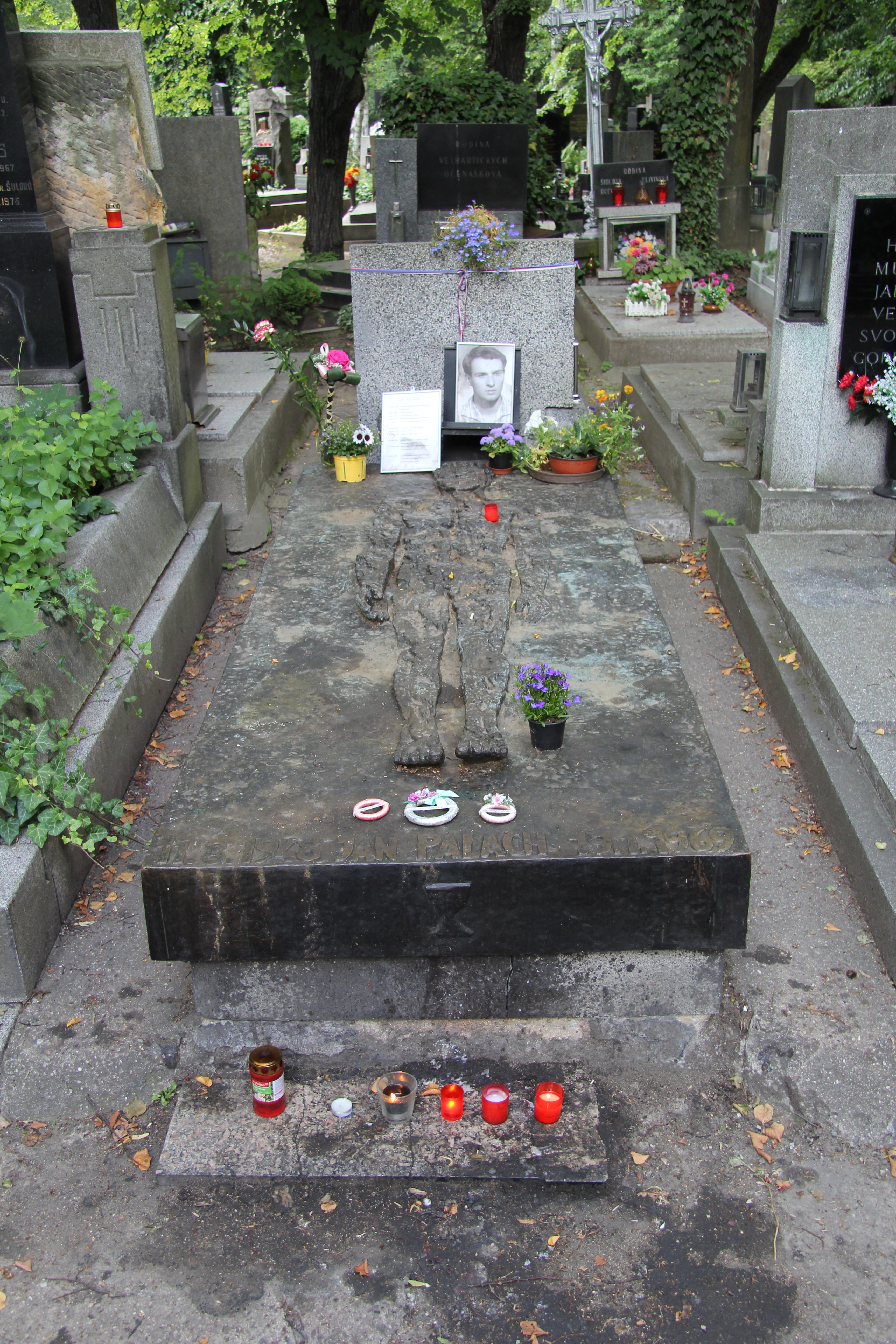
Sepultura de Jan Palach (1948–1969)

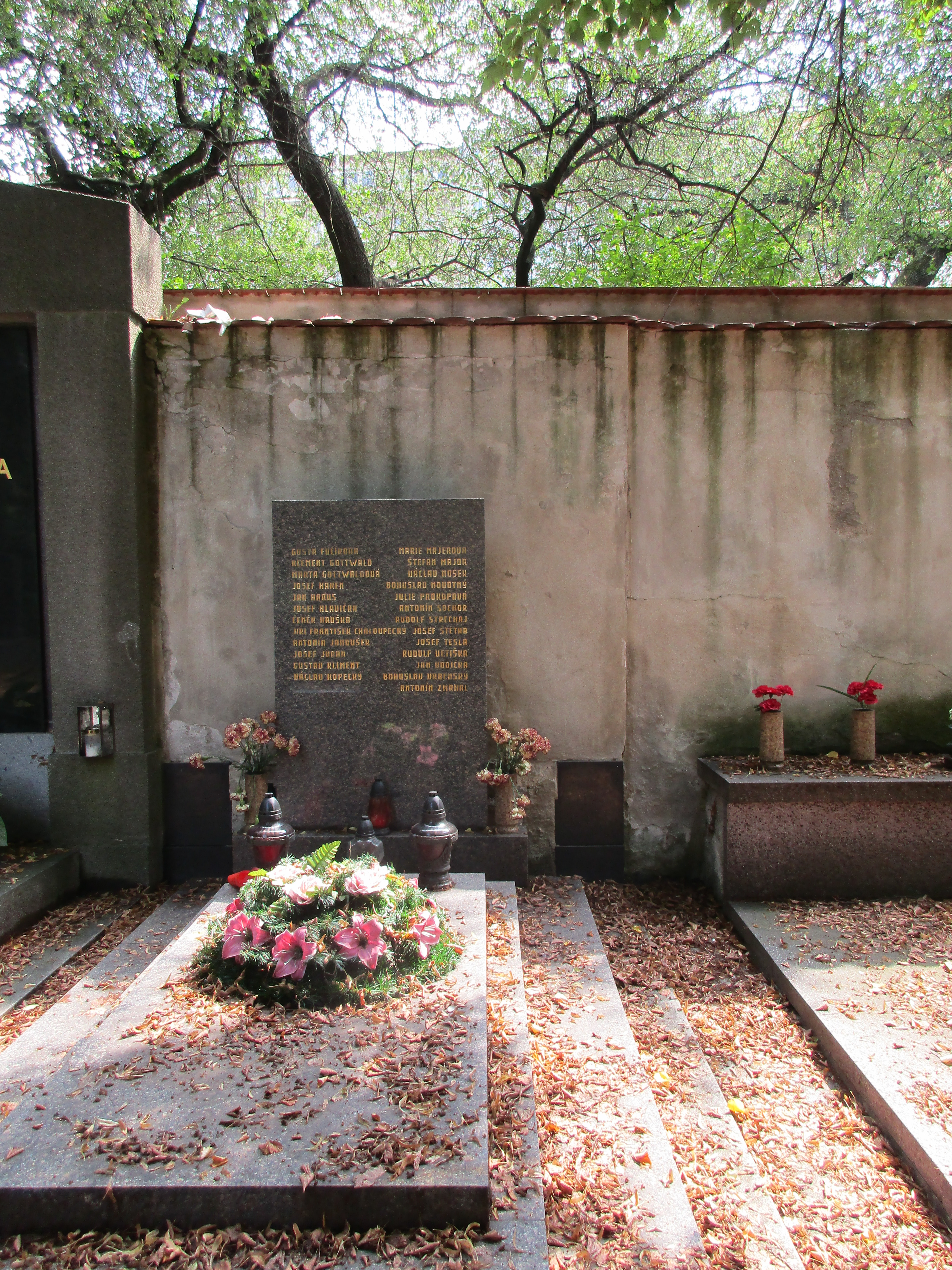
Sepultura comunitária de políticos comunistas, dentre eles Klement Gottwald

Dentre personalidades conhecidas sepultadas nos Cemitérios Olšany encontram-se:
- Bernard Bolzano
- Karel Havlíček Borovský (1821–1856)
- Jaroslav Čermák (1830–1878)
- Viktor Dyk (1877–1931)
- Karel Jaromír Erben (1811–1870)
- Radola Gajda (1892–1948)
- Klement Gottwald (1896–1953)
- Rudolf Hrušínský senior (1920–1994)
- Václav Kliment Klicpera (1792–1859)
- Ján Kollár (1793–1852)
- Karel Kramář (1860–1937)
- Josef Lada (1887–1957)
- Viktor Oliva (1861–1928)
- Ossi Oswalda (1897–1947)
- Jan Palach (1948–1969)
- Pavel Roman (1943–1972)
- Pavel Jozef Šafárik (1795–1861)
- Antonín Slavíček (1870–1910)
- Ladislav Stroupežnický (1850–1892)
- Jan Syrový (1888–1970)
- Jan Erazim Vocel (1803–1871)
- Jiří Voskovec (1905–1981)
- Jan Werich (1905–1980)

## Imagens (seleção)

### Construções

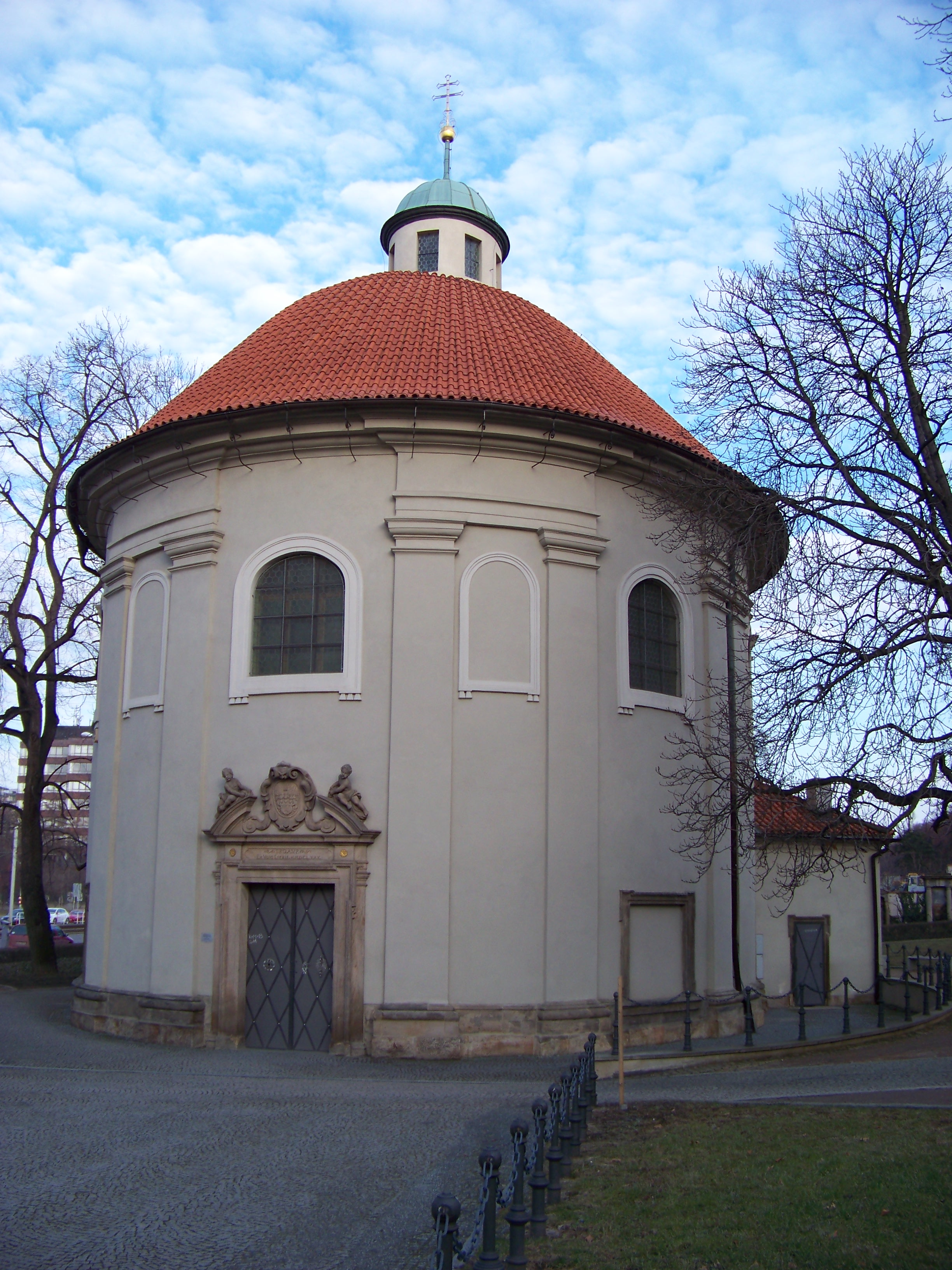
Igreja Rochus
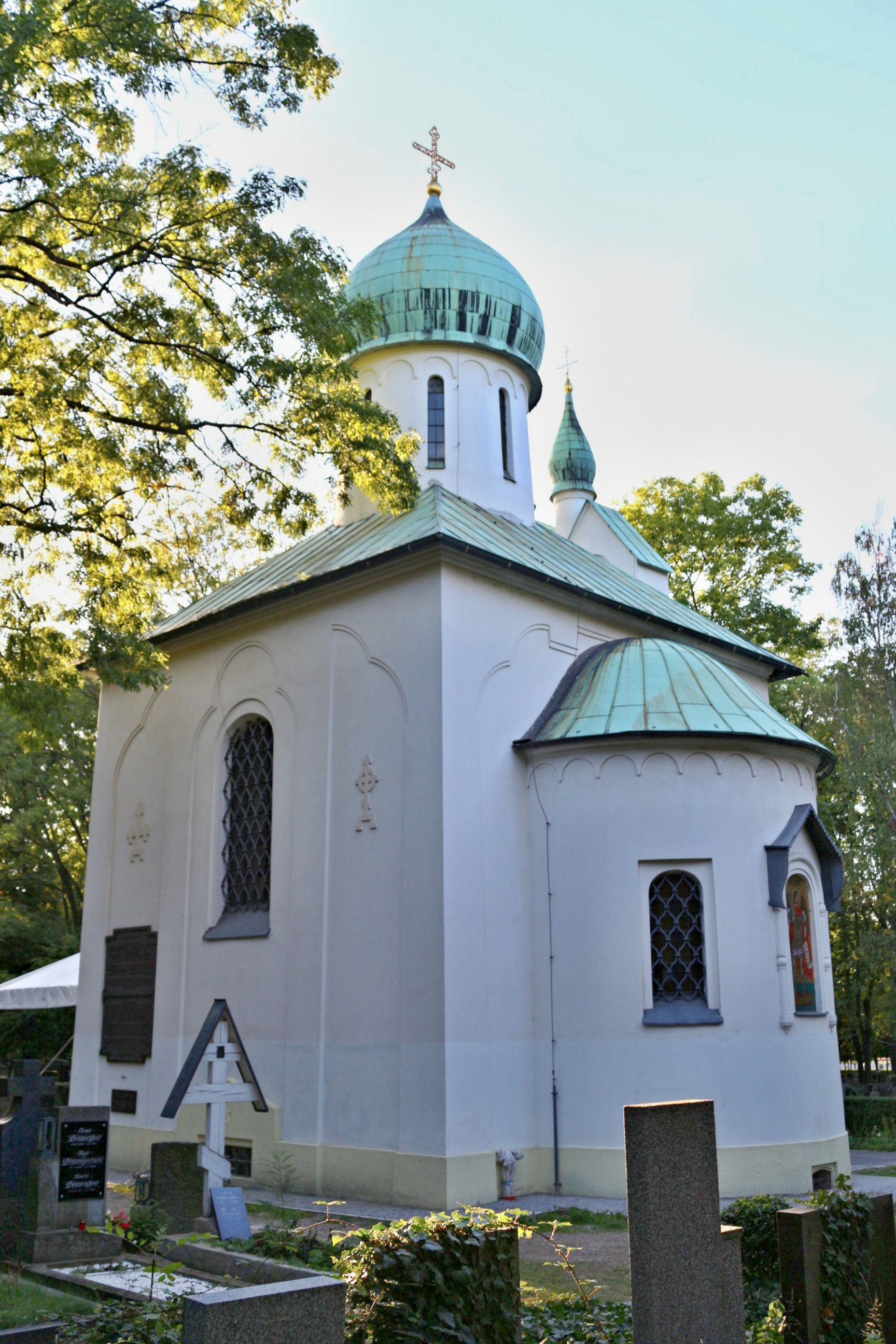
Igreja ortodoxa
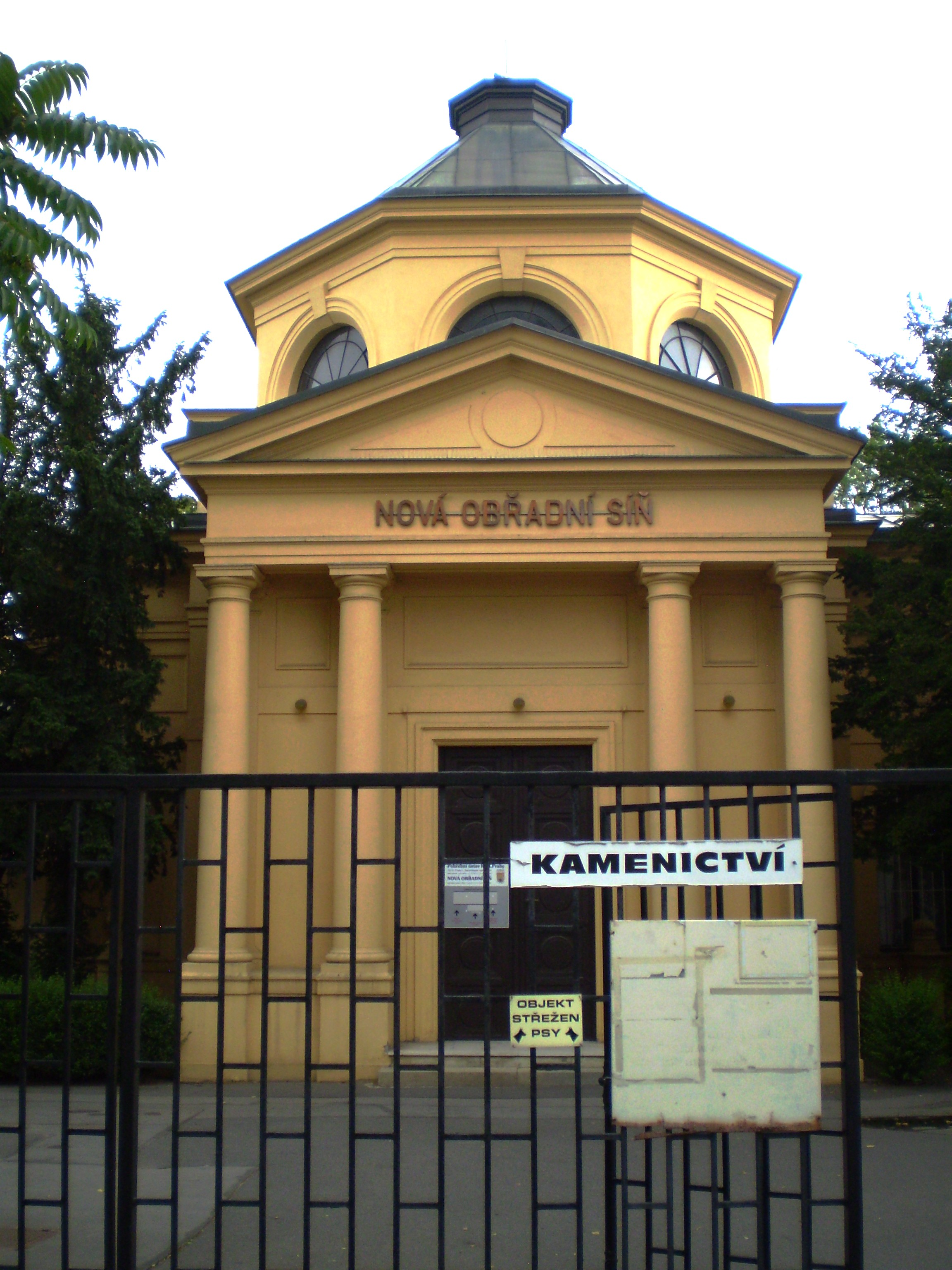
Crematório
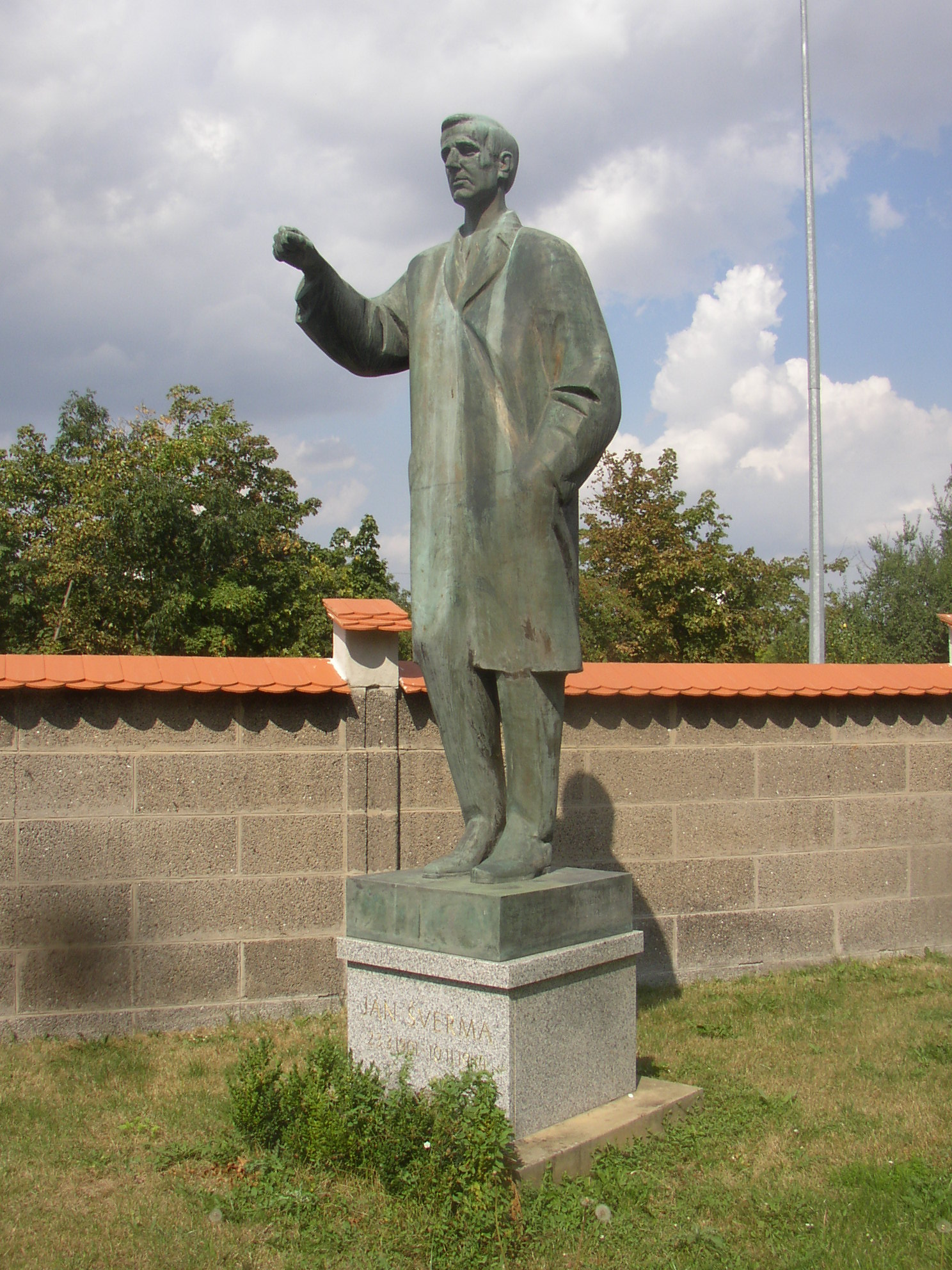
Monumento para Jan Šverma

### Seções

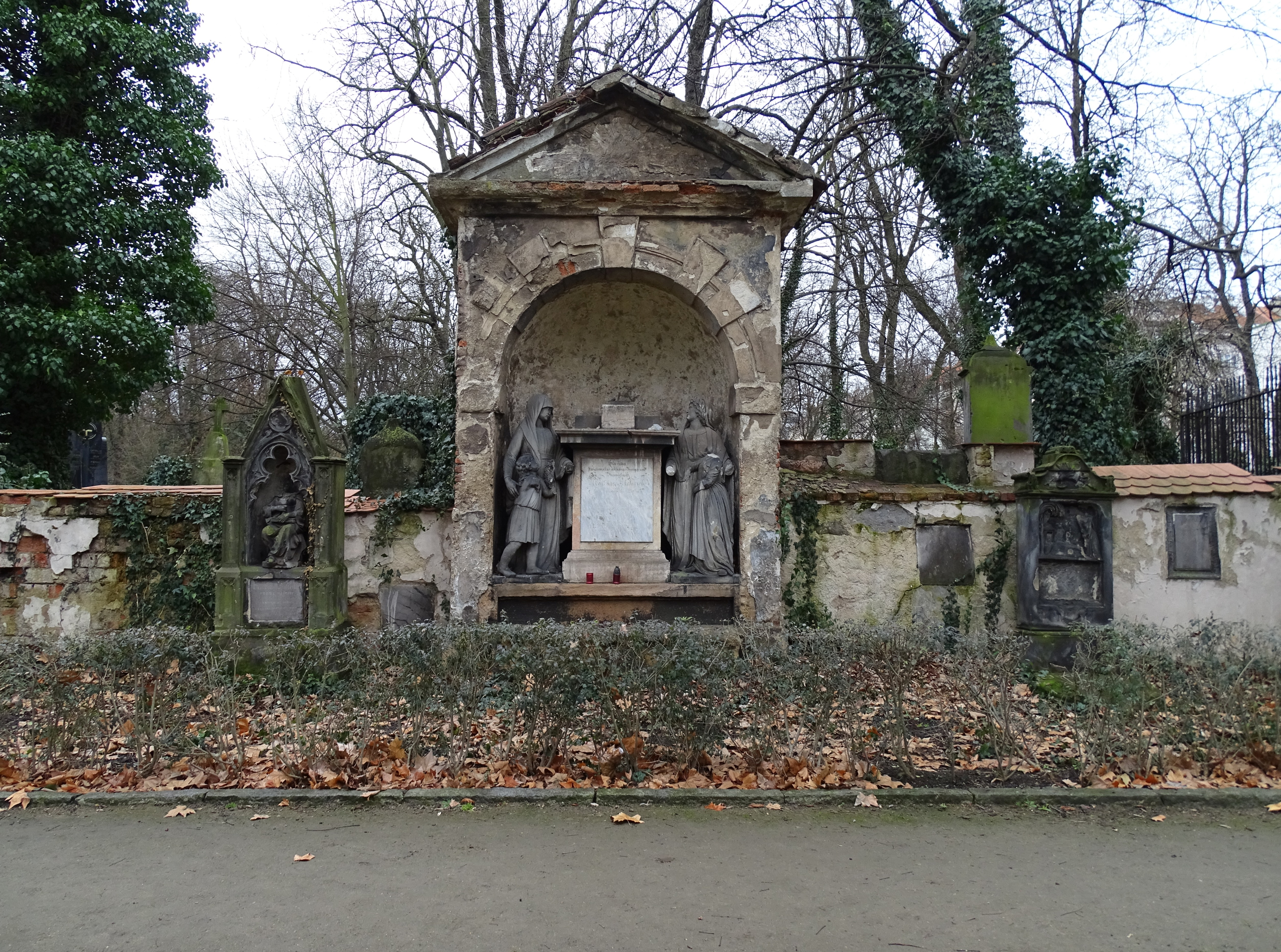
Sepulturas no Cemitério I
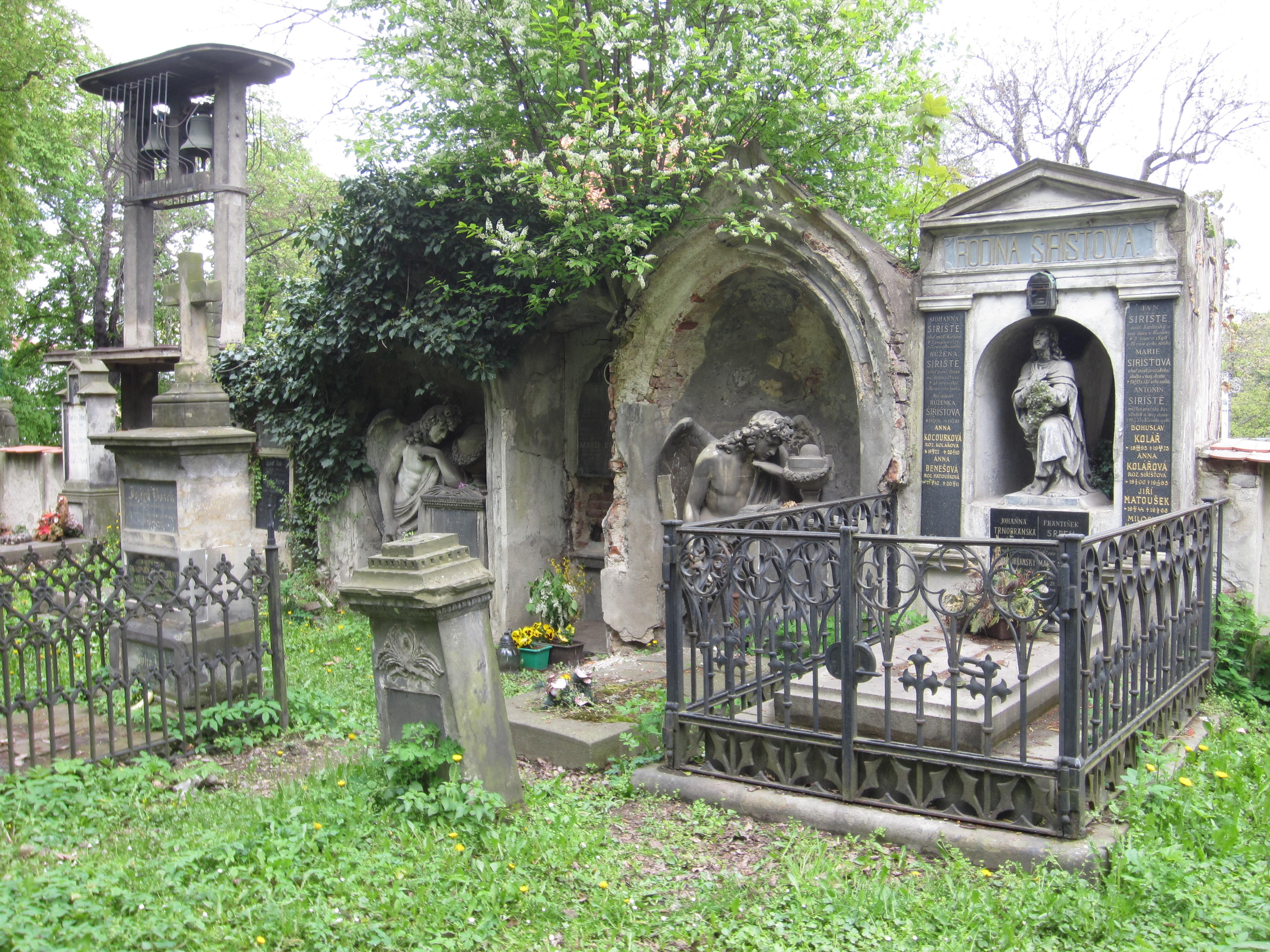
Sepulturas no Cemitério II
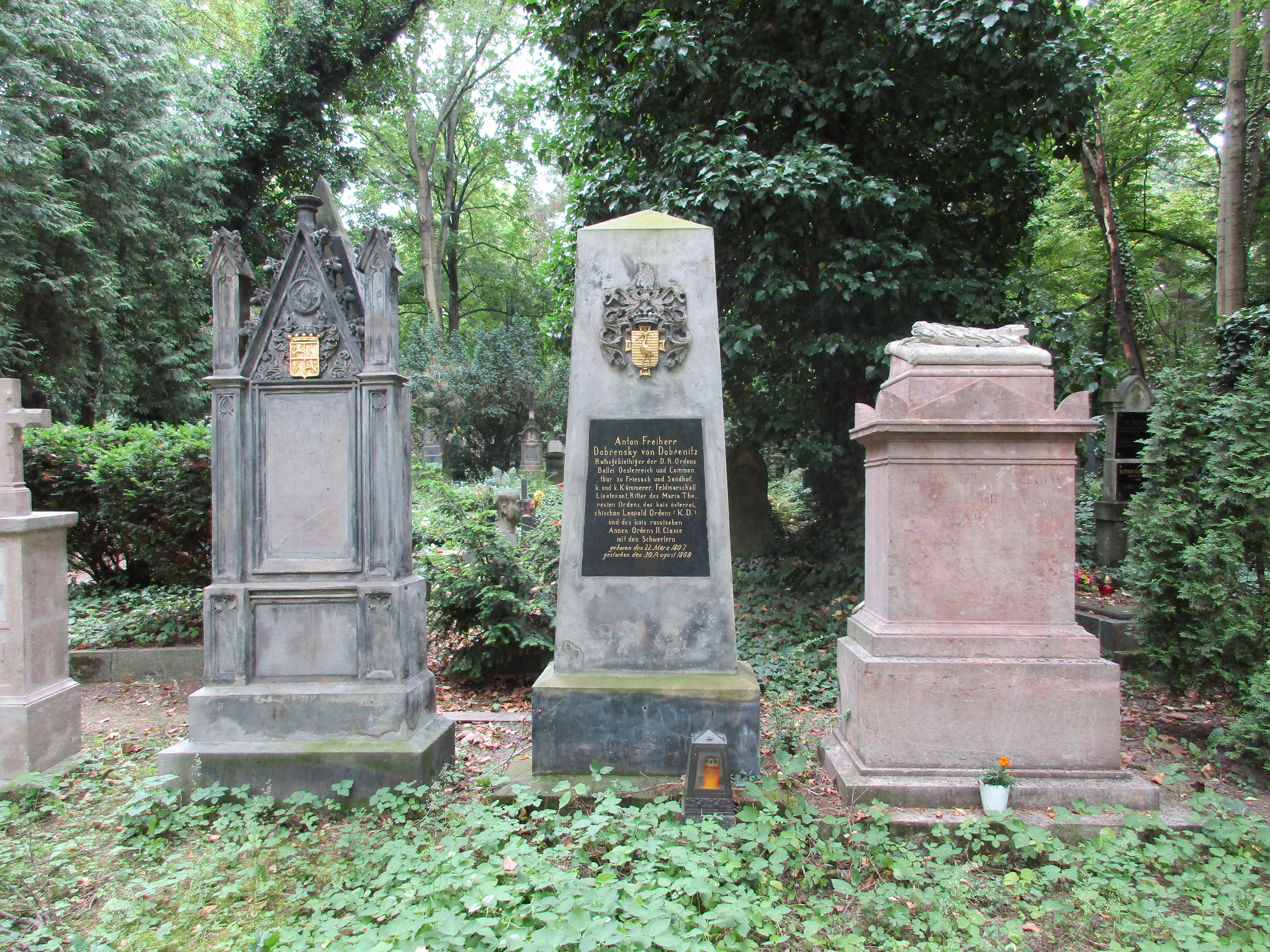
Sepulturas no Cemitério IX
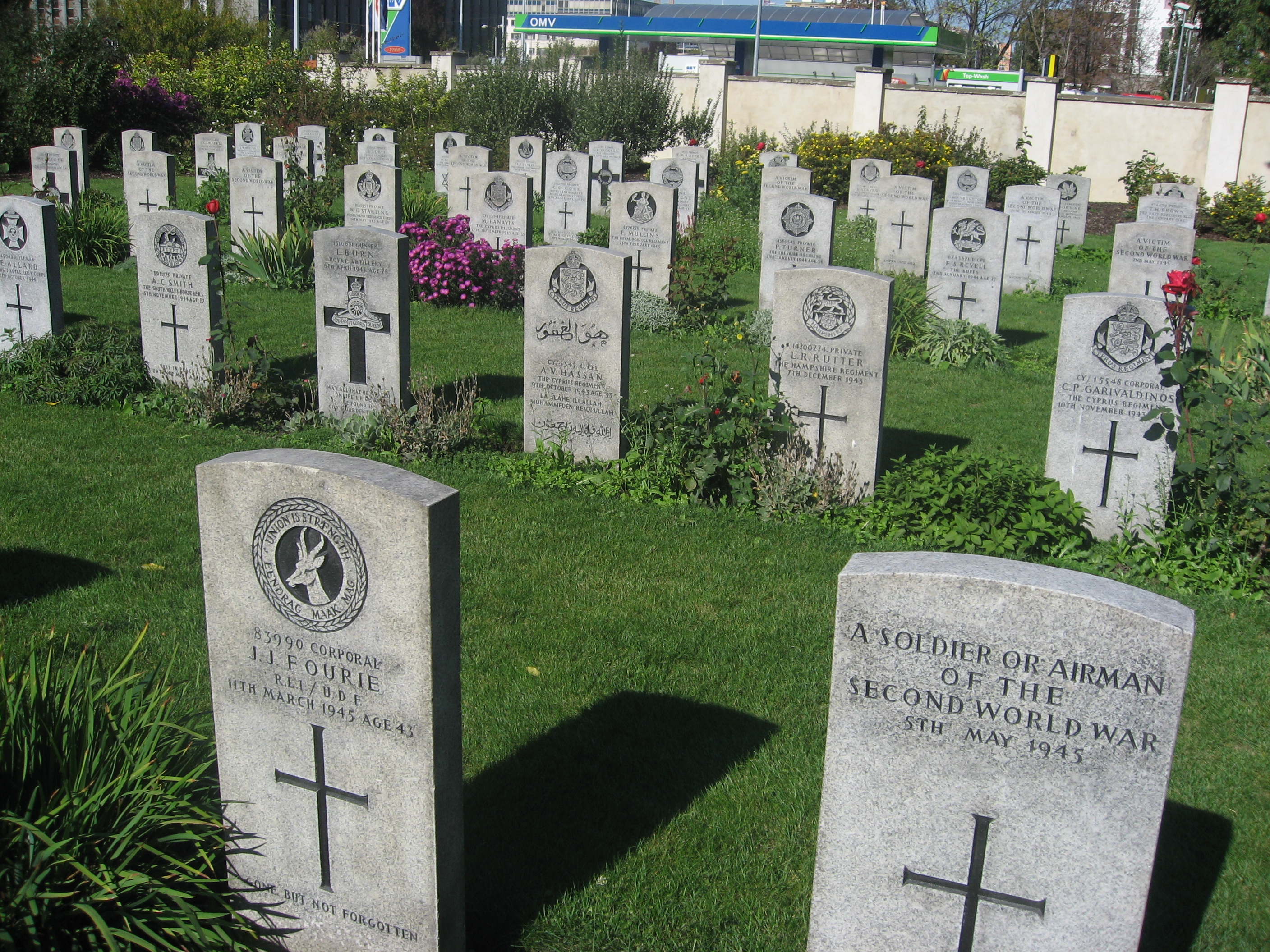
Cemitério de Soldados Britânicos